# Parque Sanitario Pere Virgili
El Parque Sanitario Pere Virgili (en catalán: Parc Sanitari Pere Virgili) es un complejo hospitalario situado en el distrito de Gracia, en Barcelona. Es una entidad dependiente del Departamento de Salud de la Generalidad de Cataluña. Se trata de un recinto de 53 064 m² situado en el barrio de Vallcarca y los Penitentes, entre las calles de Esteve Terradas, Otília Castellví, Josep Jover y la avenida de Vallcarca. Hasta 1998 el recinto albergaba el Hospital Militar de Barcelona.
El edificio está dedicado a Pere Virgili i Bellver (1699-1776), un cirujano militar que trabajó en los hospitales de Tarragona, Valencia y Cádiz, donde fundó el Real Colegio de Cirugía de la Armada y el Jardín Botánico.

## Historia
El origen del centro fue el Hospital Militar, que como su nombre indica era un hospital del Ejército español que atendía a militares. El de Vallcarca sucedió a otro Hospital Militar situado en la calle de Tallers, creado en 1840 y que funcionó hasta 1942; su derribo dio origen a la plaza de Castilla. El nuevo hospital, llamado Hospital Militar del Generalísimo, se situó en una finca de Vallcarca llamada Cal Llacsalí. El proyecto arquitectónico fue de los ingenieros militares José Roca Navarra y José Sans Forcadas (este último autor del Gobierno Militar de Barcelona). Las obras se iniciaron en 1932 y, aunque estaba previsto que durarían tres años, se retrasaron a causa de la Guerra Civil, y fue inaugurado en 1942. En origen, el hospital tenía capacidad para 654 camas.
El hospital contaba con ocho edificios, cinco con nombres de vientos de Cataluña (Mestral, Tramuntana, Gregal, Llevant y Xaloc) y tres con nombres de montañas catalanas (Montseny, Puigmal y Pedraforca). La vía principal a la que tenía fachada, llamada riera de Andala, pasó en 1942 a llamarse avenida del Hospital Militar, hasta que en 2006 fue rebautizada como avenida de Vallcarca.
El Hospital Militar cesó su actividad en 1998 y su recinto fue vendido por el Ministerio de Defensa a la Generalidad de Cataluña por 26 millones de euros. Se constituyó entonces el Parque Sanitario Pere Virgili, una empresa pública adscrita al Servei Català de la Salut, con personalidad jurídica propia y gestión privada. En 2001 el Ayuntamiento de Barcelona aprobó un Plan Especial para ampliar el recinto de 53 064 m² a 83 850 m² edificables, con un 34 % de la superficie destinado a zona verde (18 271 m²).
Dentro del recinto del antiguo hospital se construyó en 2005 un nuevo edificio para albergar la comisaría de Gracia de los Mozos de Escuadra.
En 2021 se construyó el Edificio Hospitalario Polivalente, realizado por la empresa PMMT Arquitectura y promovido por el Servei Català de la Salut como respuesta a la crisis sanitaria provocada por la pandemia de la COVID-19. El edificio fue premiado en los Premios Cataluña Construcción 2021 y en los Premios Arquitectura 2021 del CSCAE.

## El hospital

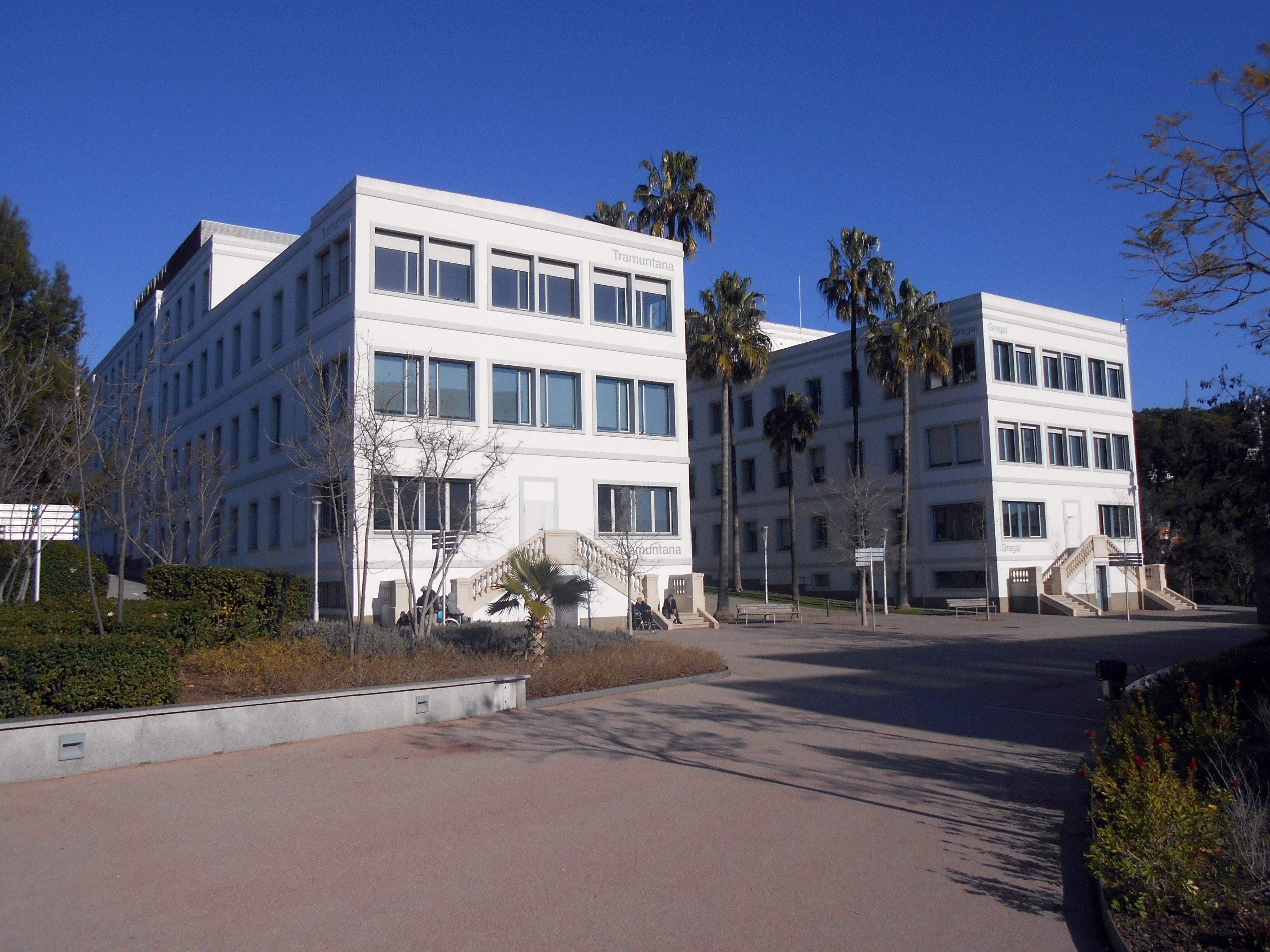
Edificios Tramuntana y Gregal

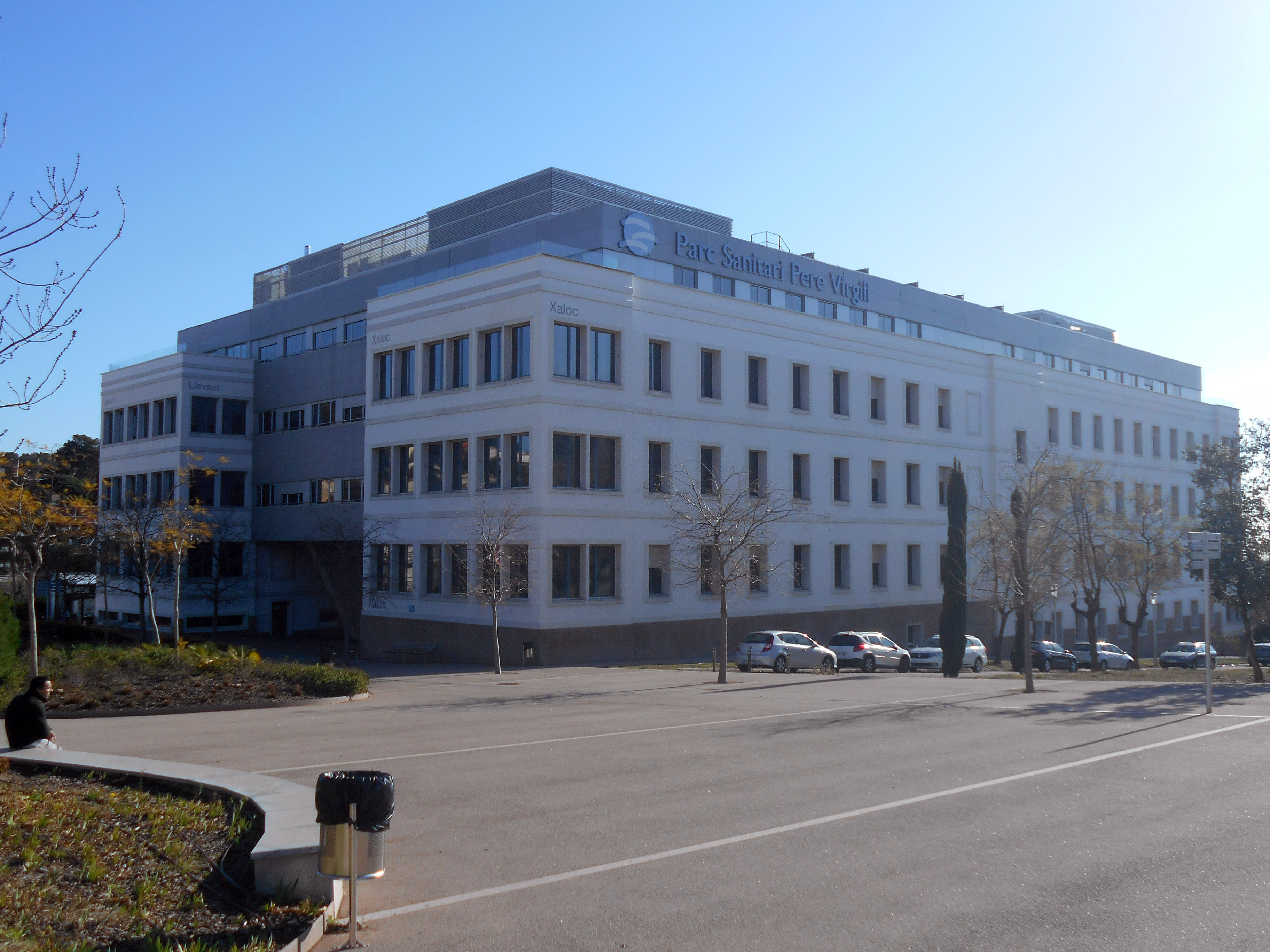
Edificios Llevant y Xaloc

El hospital cuenta con las siguientes líneas sociosanitarias:
- Unidad sociosanitaria de convalecencia (299 camas)
- Unidad sociosanitaria de larga duración (25 camas)
- Unidad sociosanitaria de curas paliativas (14 camas)
- Unidad sociosanitaria de subagudos (16 camas)
- 2 equipos de Pades
- EAIA de geriatría y EAIA de demencias
- Hospital de Día (27 plazas)
- Equipo de Valoración y Orientación (EVO)
- 2 equipos de Servicio de Atención a la Dependencia (SEVAD IV)

Por edificios, presenta la siguiente composición:
- Edificio Montseny:
  - Gerencia
  - Auditorio y sala de actos
- Edificio Mestral:
  - Región Sanitaria de Barcelona (RSB)
  - Instituto de Diagnóstico por la Imagen (IDI)
- Edificio Tramuntana:
  - Unidad de Rehabilitación Ambulatoria del Hospital Universitario Valle de Hebrón
  - Asociación Mancomunitaria de Prevención
  - Unión Consorcio Formación (UCF)
  - Asociación Catalana Síndrome Prader-Willi (ACSPW)
- Edificio Gregal:
  - Unidad de Cirugía sin Ingreso Valle de Hebrón (UCSI)
  - Unidad de Hospitalización Sociosanitaria
  - Asociación Asperger Cataluña
  - Asociación de padres y madres de niños y jóvenes con TDAH
  - Federación Española de Enfermedades Raras Cataluña (FEDER)
- Edificio Puigmal:
  - Instituto Catalán de Evaluaciones Médicas (ICAM)
- Edificio Pedraforca:
  - Centro de atención primaria (CAP Vallcarca-Sant Gervasi)
- Edificio Llevant:
  - Unidad de Hospitalización Sociosanitaria
  - Hospital de Día
- Edificio Xaloc:
  - Unidad de Hospitalización Sociosanitaria
  - Equipo de Valoración y Orientación (EVO)
  - Servicio de Valoración de la Dependencia (SEVAD IV)